# Telema tenella
Telema tenella – gatunek pająka z rodziny Telemidae.
Gatunek ten opisał w 1882 roku Eugène Simon, wyznaczając go gatunkiem typowym rodzaju  Telema. W 2012 roku Wang Chunxia, Carles Ribera i Li Shuqiang dokonali jego redeskrypcji.
Pająk ten ma ciało długości 1,3 do 1,4 mm, ubarwione żółto z niebieską opistosomą oraz żółtawobiałymi odnóżami i sternum. Karapaks ma 0,6 mm długości oraz 0,55 mm szerokości, pozbawiony jest oczu, wyposażony za to w 4 pary szczecinek na polu ocznym, 3 pary w części środkowej i 1 parę na nadustku. Przednia krawędź szczękoczułków ma 1 ząb, a ponadto 4 drobne, ziernkopodobne ząbki, zaś krawędź tylna 5 ziernkopodobnych ząbków. Nogogłaszczki samca mają gruszkowaty bulbus i krótki, zakrzywiony, blaszkowaty embolus. Samica ma rurkowatą, przezroczystą spermatekę o zakrzywionej części dystalnej. 
Pająk endemiczny dla Pirenejów, znany z ich części francuskiej i hiszpańskiej.